# Верано-Бріанца
Верано-Бріанца (італ. Verano Brianza) — муніципалітет в Італії, у регіоні Ломбардія, провінція Монца і Бріанца.
Верано-Бріанца розташоване на відстані близько 500 км на північний захід від Рима, 25 км на північ від Мілана, 12 км на північ від Монци.
Населення — 9289 осіб (2014).
Покровитель — Santi Nazario e Celso.

## Демографія
Населення за роками:

Станом на 1 січня 2023 року в муніципалітеті офіційно проживало 569 іноземців з 47 країн, серед них 212 громадян країн Євросоюзу та 42 громадяни України.

## Уродженці
- Алессандро Сканціані (*1953) — італійський футболіст, опорний півзахисник, згодом — футбольний тренер.

## Сусідні муніципалітети
- Бріоско
- Карате-Бріанца
- Джуссано